# Drassyllus antonito
Drassyllus antonito Platnick & Shadab, 1982 è un ragno appartenente alla famiglia Gnaphosidae.

## Etimologia
Il nome proprio deriva dalla località statunitense di rinvenimento degli esemplari: Antonito, nel Nuovo Messico

## Caratteristiche
Fa parte del notonus-group di questo genere e ha notevoli somiglianze con D. sinton; ne differisce per l'apofisi tibiale retrolaterale piegata del maschio e per il margine anteriore dell'epigino femminile molto grande
Gli olotipi maschili rinvenuti hanno lunghezza totale è di 2,23-2,57mm; la lunghezza del cefalotorace è di 0,86-1,03mm; e la larghezza è di 0,67-0,82mm

## Distribuzione
La specie è stata reperita nel Nuovo Messico: 36 miglia a sud di Antonito, nella contea di Socorro. Sono stati rinvenuti esemplari anche in Texas e nel Messico nordorientale

## Tassonomia
Al 2015 non sono note sottospecie e dal 1982 non sono stati esaminati nuovi esemplari